# Limnodrilus cervix
Limnodrilus cervix är en ringmaskart som beskrevs av Brinkhurst 1963. Limnodrilus cervix ingår i släktet Limnodrilus och familjen glattmaskar. Inga underarter finns listade i Catalogue of Life.